# Diaporthe megalospora
Diaporthe megalospora är en svampart som beskrevs av Ellis & Everh. 1890. Diaporthe megalospora ingår i släktet Diaporthe och familjen Diaporthaceae.   Inga underarter finns listade i Catalogue of Life.